# Ensemble Ambrosius
Ensemble Ambrosius es un grupo de música de cámara finlandés que interpreta música del siglo XX en instrumentos barrocos.
Se originó en 1995 cuando tres estudiantes de música interpretaban piezas instrumentales de Frank Zappa. En 1997 se incorporaron cuatro músicos más, y comenzaron una gira, agregando música original a su repertorio.
Tienen dos discos, el "zappa Album" con piezas originalmente para sinclavier de Frank Zappa, y algunas reorquestaciones de solos de guitarra.

## Miembros
- Olli Virtaperko (baroque cello),
- Jonte Knif (keyboards etc.)
- Ere Lievonen (harpsicord)
- Matti Vanhamäki (baroque violin)
- Anni Haapaniemi (baroque oboe)
- Jani Sunnarborg (baroque bassoon)
- Tuukka Terho (archlute)
- Ricardo Padilla (percussion)
- Jasu Moisio (baroque oboe, 1995-2000)

## Álbumes
- The Zappa Album
- Metrix

- Datos: Q738492